# María del Carmen Árraga
María del Carmen Árraga (Montevideo, 14 de mayo de 1840 - desconocido) fue una pintora uruguaya, creadora de uno de los primeros retratos de José Gervasio Artigas, realizado unos 15 años después de la muerte del prócer.

## Biografía

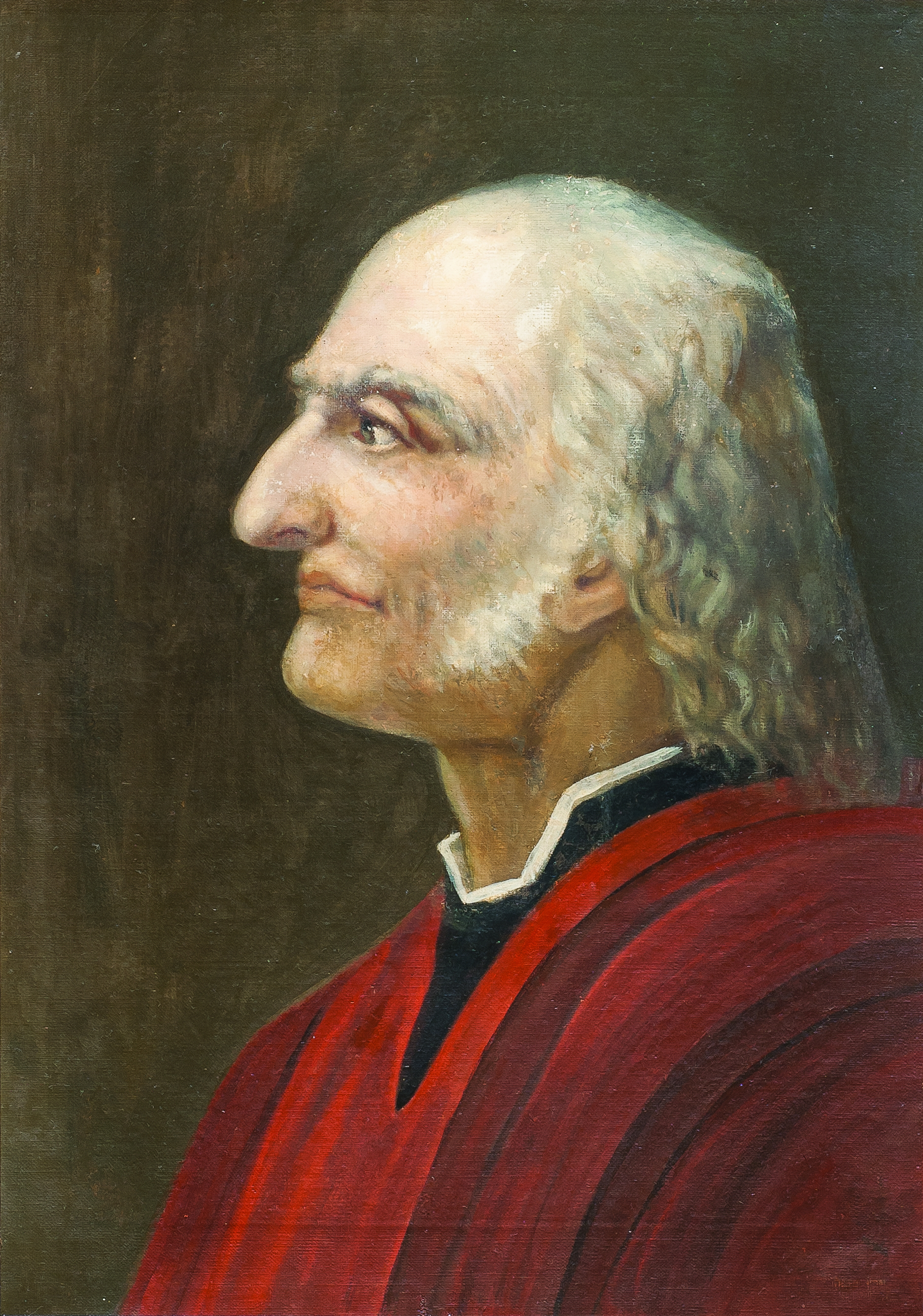
Árraga fue la creadora de uno de los primeros retratos de José Gervasio Artigas.

Recibió instrucción artística de Juan Manuel Blanes, y creó algunos paisajes al comienzo de su carrera artística. Posteriormente, se enfocó en la creación de retratos y naturaleza muerta que expuso en 1869. En 1869, le pintó un cuadro de Joaquín Suárez dedicado a la Asamblea General de Uruguay, la cual le valió que senado uruguayo resolviera otorgarle a la artista un premio de 1000 pesos uruguayos. Árraga solicitó en cambio que este premio se sustituyera por una beca para ir a Europa para continuar sus estudios artísticos. No obstante, debido a problemas familiares, la artista no pudo hacer uso de la beca y en 1882 solicitó a la Cámara de Senadores se volviera a la resolución original del premio, lo cual le fue concedido al año siguiente.
Entre sus creaciones que han sobrevivido hasta el presente pueden destacarse retratos de varios políticos y personalidades de la época, como Venancio Flores, Tomás Gomensoro y Alejandro Chucarro, entre otros. Asimismo, el Museo Histórico Nacional aloja dos óleos sobre tela dedicados a Juan Méndez Caldeiro y José Gervasio Artigas. Este último retrato fue uno de los primeros que se conocen del prócer de la independencia y fue pintado por Árraga hacia 1863.
Se desconoce la fecha y lugar de muerte de esta pintora aunque su figura puede conocerse gracias a un retrato que pintó el artista peruano Luis Montero en su estadía por Montevideo durante 1866.